# Abraham de Heusch
Abraham de Heusch (Utrecht, 1635 – Leerdam, 30 april 1712) was een Nederlandse kunstschilder, schepen, burgemeester en zakenman uit de Gouden Eeuw.

## Biografie
Over de jeugd van De Heusch is weinig bekend. Vlak nadat hij was gehuwd met Maria van der Werff, vertrokken ze in december 1658 naar Amsterdam, waar hij als "coopman" werd ingeschreven. Later stond hij in andere plaatsen onder andere als wijnkoper, bierasijnmaker en luitenant (later kapitein) van een brander ingeschreven, nadat hij zijn vrouw had verloren. Na zijn periode bij de marine pakte hij de schilderkunst weer op. 
Ondanks dat De Heusch in meerdere plaatsen woonde en diverse functies had, stond hij nergens als kunstschilder ingeschreven. Het schilderen leek meer een bijzaak, tot hij in contact kwam met  kunstschilder en biograaf Arnold Houbraken. Volgens Houbraken schilderde De Heusch met olieverf vooral stillevens van planten, vruchten, slangen en ook salamanders, kleine insecten en kapellen. Volgens het RKD was De Heusch leerling van Christiaen Striepe in Amsterdam. De Heusch werkte ook bij de marine en kwam zo in Dordrecht en in Leerdam terecht. Hij trouwde opnieuw. Volgens het Rechterlijk archief verstrekte hij hypotheken als rentenier. In 1696 en 1697 was hij schepen van Leerdam en daarna, van 1703 tot 1707, was hij eerste burgemeester van Leerdam. Van 1708 tot 1712 was hij tweede burgemeester en van 1701 tot 1711 gasthuismeester. Ook was hij op kerkelijk gebied actief. Tussen 1699 en 1707 was hij enkele malen "borgermeester" en staat hij in de notulen meerdere malen als ouderling vermeld. 
Voor zover bekend is geen van zijn schilderwerken bewaard gebleven.
- Biografisch Portaal: 87810111
- RKD-Nederlands Instituut voor Kunstgeschiedenis: 38123
- Union List of Artist Names: 500051849
- Virtual International Authority File: 96026945